# دايفيد بست
دايفيد بست (بالإنجليزية: David Best)‏ هو نحات ومهندس معماري أمريكي، ولد في 1945.

## وصلات خارجية
- دايفيد بست على موقع IMDb (الإنجليزية)
- دايفيد بست على موقع قاعدة بيانات الفيلم (الإنجليزية)